# Aeonium valverdense
Aeonium valverdense (Praeger) Praeger, és una espècie fanerògama de planta tropical amb fulles suculentes que pertany gènere Aeonium en la família de les crassulàcies.

## Distribució geogràfica
Aeonium valverdense és un endemisme d'El Hierro a les Illes Canàries.

## Descripció
Pertany al grup d'espècies arbustives que posseeixen tiges ramificades. Es diferencia d'espècies similars per les seves flors amb 7-9 pètals blanquinosos, freqüentment tenyits de rosa o vermellosos..Les fulles són obovades, gruixudes, puberulentes i amb el marge ciliat.

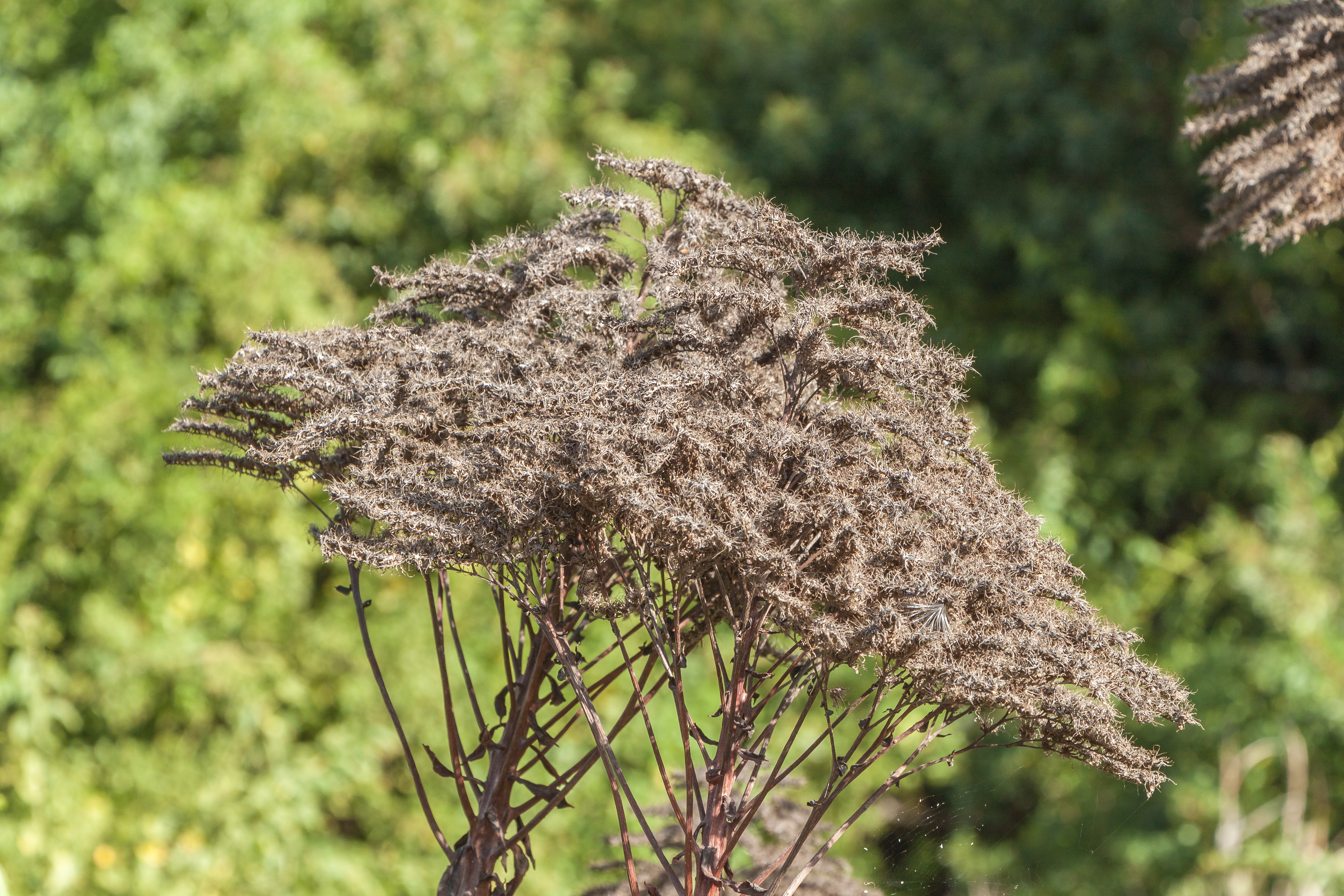
Fruites

## Taxonomia
Aeonium valverdense va ser descrita per (Praeger) Praeger i publicat a Proceedings of the Royal Irish Academy 38: 484. 1929.
Etimologia
aeonium: nom genèric del llatí aeonium, aplicat per Dioscòrides Pedaci a una planta crassa, probablement derivat del grec aionion, que significa "sempre viva".
valverdense: epítet geogràfic que fa referència a Valverde, capital de l'illa d'El Hierro.
Sinonímia
- Sempervivum valverdense Praeger[3]